# Bezirk Bohorodczany

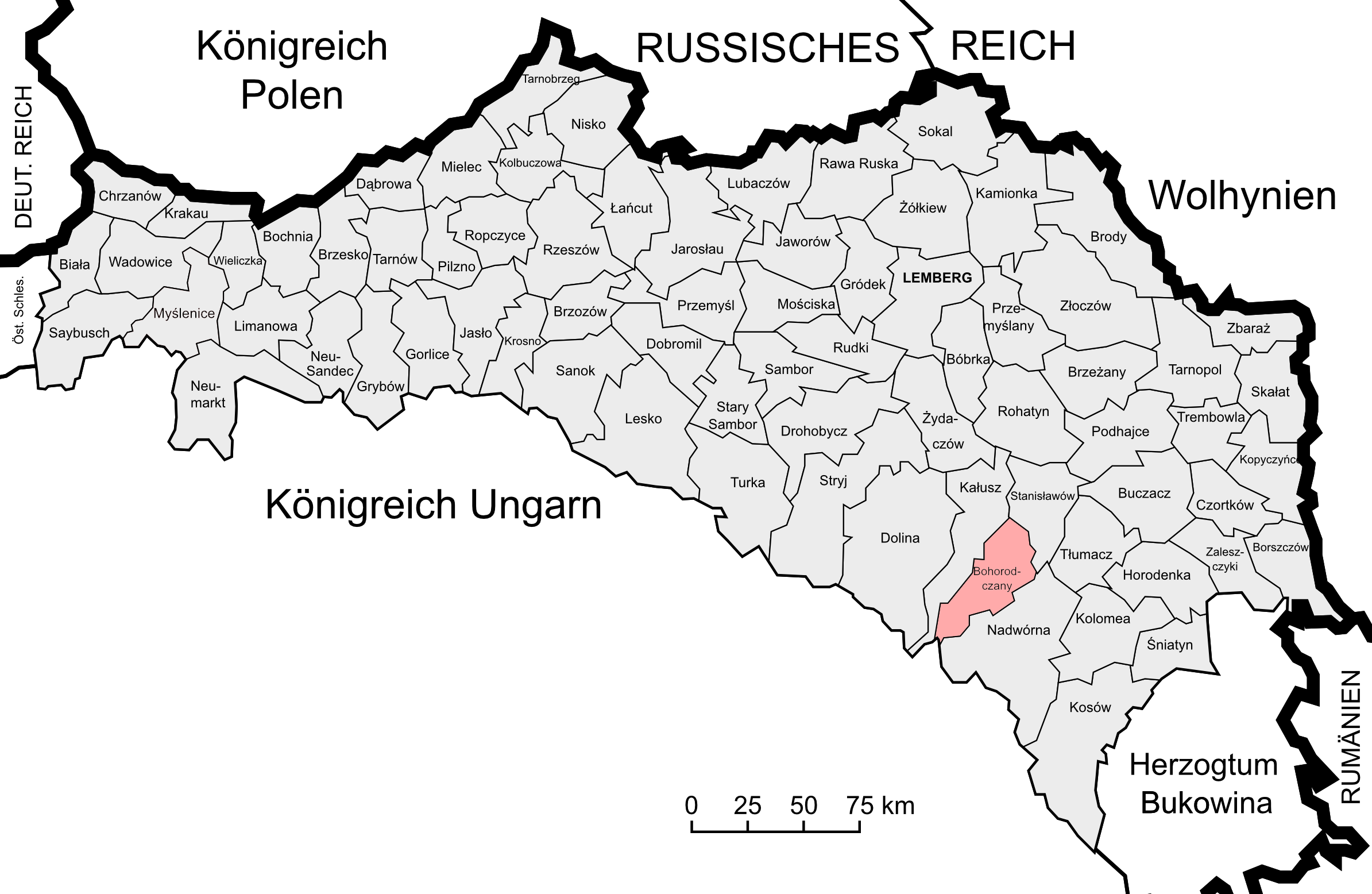
Lage des Bezirks Bohorodczany im Kronland Galizien und Lodomerien

Der Bezirk Bohorodczany war ein politischer Bezirk im Kronland Galizien und Lodomerien. Sein Gebiet umfasste Teile Ostgaliziens in der heutigen Westukraine (Oblast Iwano-Frankiwsk, Rajon Bohorodtschany sowie Teile von Rajon Tysmenyzja und Rajon Nadwirna), Sitz der Bezirkshauptmannschaft war der Ort Bohorodczany. Nach dem Ersten Weltkrieg musste Österreich den gesamten Bezirk an Polen abtreten.
Er grenzte im Nordosten an den Bezirk Stanislau, im Südosten an den Bezirk Nadwórna, im Südwesten an das Königreich Ungarn sowie im Westen und Nordwesten an den Bezirk Kałusz.

## Geschichte
Nachdem die Kreisämter Ende Oktober 1865 abgeschafft wurden und deren Kompetenzen auf die Bezirksämter übergingen, schuf man nach dem Österreichisch-Ungarischen Ausgleich 1867 auch die Einteilung des Landes in zwei Verwaltungsgebiete ab. Zudem kam es im Zuge der Trennung der politischen von der judikativen Verwaltung zur Schaffung von getrennten Verwaltungs- und Justizbehörden. Während die gerichtliche Einteilung weitgehend unberührt blieb, fasste man Gemeinden mehrerer Gerichtsbezirke zu Verwaltungsbezirken zusammen.
Der neue politische Bezirk Bohorodczany wurde aus folgenden Bezirken gebildet:
- Bezirk Bohorodczany (mit 18 Gemeinden)
- Bezirk Sołotwina (mit 24 Gemeinden)

Der Bezirk Bohorodczany bestand bei der Volkszählung 1910 aus 39 Gemeinden sowie 34 Gutsgebieten und umfasste eine Fläche von 893 km². Hatte die Bevölkerung 1900 noch 61.665 Menschen umfasst, so lebten hier 1910 69.463 Menschen. Auf dem Gebiet lebten dabei fast ausschließlich Menschen mit ruthenischer Umgangssprache (85 %) und griechisch-katholischem Glauben, Juden machten rund 9 % der Bevölkerung aus.

## Ortschaften
Auf dem Gebiet des Bezirks bestanden 1910 Bezirksgerichte in Bohorodczany und Sołotwina, diesen waren folgende Orte zugeordnet:
Gerichtsbezirk Bohorodczany:
- Markt Bohorodczany
- Bohorodczany Stare
- Chmiełówka
- Głębokie
- Grabowiec
- Hlebówka
- Horocholina
- Hryniówka
- Iwanikówka
- Lachowce
- Łesiówka
- Markt Łysiec bestehend aus den Ortsteilen Księdzówka und Łysiec
- Łysiec Stary
- Niewoczyn
- Pochówka
- Posiecz bestehend aus den Ortsteilen Posiecz und Majdan
- Sadzawa
- Stebnik

Gerichtsbezirk Sołotwina:
- Babcze
- Bitków
- Bogrówka
- Dżwiniacz
- Jabłonka
- Kosmacz
- Kryczka
- Krzywiec
- Manasterczany
- Maniawa
- Markowa
- Mołotków
- Porohy
- Rakowiec
- Rosulna
- Stadt Sołotwina
- Starunia
- Zarzecze
- Żuraki